# 295 př. n. l.

## Události
- Římané v bitvě u Sentina porazili koalici Samnitů, Etrusků, Umbrů a Galů.
- Ptolemaios I. znovu dobyl Kypr.
- Seleukos I. Níkátor dobyl Kilikii.
- Lýsimachos dobyl Iónii.

## Úmrtí
- Publius Decius Mus – římský konzul, zabit v bitvě u Sentina

## Hlavy států
- Seleukovská říše - Seleukos I. Níkátor  (312 – 281 př. n. l.)
- Egypt - Ptolemaios I. Sótér  (310 – 282 př. n. l.)
- Bosporská říše - Spartacus III.  (304 – 284 př. n. l.)
- Pontus - Mithridates I.  (302 – 266 př. n. l.)
- Bithýnie - Zipoetes I.  (326 – 278 př. n. l.)
- Sparta - Areus I.  (309 – 265 př. n. l.) a Archidámos IV.  (305 – 275 př. n. l.)
- Athény - Nicias  (296 – 295 př. n. l.) » Nicostratus  (295 – 294 př. n. l.)
- Makedonie - Alexandr V.  (296 – 294 př. n. l.) a Antipatros II.  (296 – 294 př. n. l.)
- Epirus - Pyrrhos  (297 – 272 př. n. l.)
- Odryská Thrácie - Cotys II.  (300 – 280 př. n. l.)
- Římská republika - konzulové Quintus Fabius Maximus Rullianus a Publius Decius Mus (295 př. n. l.)
- Syrakusy - Agathocles  (317 – 289 př. n. l.)
- Numidie - Zelalsen  (343 – 274 př. n. l.)